# بوران (حالمين)

تعديل مصدري - تعديل

بوران هي إحدى قرى عزلة حبيل الريدة بمديرية حالمين التابعة لمحافظة لحج، بلغ تعداد سكانها 758 نسمة حسب تعداد اليمن لعام 2004.